# Jonathan Burton
Jonathan Burton, američani jahač in general, * 27. oktober 1919, Berwyn, Illinois, ZDA, † 29. maj 2019, Tucson, Arizona, ZDA.
Burton je bil jahač na poletnih olimpijskih igrah 1956.